# Lorna Dyer
Lorna Dyer (* 3. Juli 1945 in Seattle, Washington) ist eine ehemalige US-amerikanische Eiskunstläuferin, die im Eistanz startete.
Ihr Eistanzpartner war John Carrell. Mit ihm nahm sie im Zeitraum von 1963 bis 1967 an Weltmeisterschaften teil. 1965 und 1966 gewannen Dyer und Carrell die Bronzemedaille und 1967 in Wien wurden sie Vize-Weltmeister hinter den Briten Diane Towler und Bernard Ford.

## Ergebnisse

### Eistanz
(mit John Carrell)
| Wettbewerb / Jahr                | 1962 | 1963 | 1964 | 1965 | 1966 | 1967 |
| -------------------------------- | ---- | ---- | ---- | ---- | ---- | ---- |
| Weltmeisterschaften              |      | 8.   | 5.   | 3.   | 3.   | 2.   |
| US-amerikanische Meisterschaften | 3.   | 3.   | 3.   | 2.   | 2.   | 1.   |

| Personendaten    | Personendaten                     |
| ---------------- | --------------------------------- |
| NAME             | Dyer, Lorna                       |
| KURZBESCHREIBUNG | US-amerikanische Eiskunstläuferin |
| GEBURTSDATUM     | 3. Juli 1945                      |
| GEBURTSORT       | Seattle                           |